# Альянс патриотов Грузии
«Альянс патриотов Грузии» (груз. საქართველოს პატრიოტთა ალიანსი) — политическая партия в Грузии. Партия была основана в 2012 году рядом грузинских политических деятелей, стоявших на правоконсервативных антизападных позициях.

## История
Партия была создана в декабре 2012 года, её учредителями стали Сосо Манджавидзе, Давид Тархан-Моурави и Ирма Инашвили. Георгий Ломиа и Ада Маршания стали политическими секретарями партии. Партия была создана на основе медиа-союза «Объектив» и общественного движения «Сопротивление», резко оппозиционного к правящей в тот момент партии Единое национальное движение.
На местных выборах 2014 года партия получила суммарно 4,6 % голосов избирателей Грузии, превысив порог в 4 %, необходимый для получения политической партией государственного финансирования.
В июне 2016 года партия образовала предвыборный блок с пятью другими партиями: «Свободная Грузия» под руководством Кахи Кукава, «Свобода» с лидером Константином Гамсахурдиа, партией традиционалистов Акакия Асатиани, «Новые христианские демократы» под руководством Гоча Джоджуа и «Политическим движением ветеранов правоохранительных органов и вооружённых сил». 
На парламентских выборах 2016 года «Альянс патриотов Грузии» получил ровно 5 % голосов, став третьей парламентской партией, после Грузинской мечты и Единого национального движения.
В расследовании Центра «Досье» заявлялось о причастности российских изданий «Sputnik Грузия», ИА «EurAsia Daily», новостного агентства REGNUM и политологического центра «Север-Юг» к поддержке «Альянса патриотов Грузии» на парламентских выборах 2020 года.

## Идеология и цели
Партия выступает с антитурецких позиций, призывая оградить страну от турецкого экспансионизма. Лидеры партии призывали приостановить подписание договора о свободной торговле с Европейским Союзом. Также они считают, что переговоры о участии Грузии в НАТО продолжаются чрезмерно долго, и граждане Грузии разочаровались в перспективах членства в НАТО.
Телеканал «Объектив», принадлежащий Ирме Инашвили, фактически является выразителем позиции партии. Председатель партии Давид Тархан-Моурави ведет на канале «Объектив» передачу, в которой он читает лекции по Библии и православному христианству.